# زياد الرحباني
زياد الرحباني (31 ديسمبر 1955 - 26 يوليو 2025) موسيقار وملحن ومسرحي وكاتب لبناني إشتهر بموسيقاه الحديثة وتمثيلياته السياسية الناقدة التي تصف الواقع اللبناني الحزين بفكاهة عالية الدقة. تميز أسلوب زياد الرحباني بالسخرية والعمق في معالجة الموضوع، كما أنه يعتبر طليعيا شيوعياً وصاحب مدرسة في الموسيقى العربية والمسرح العربي المعاصر.

## نشأته
وُلد زياد عاصي الرحباني في بلدة أنطلياس، قضاء المتن، في محافظة جبل لبنان. هو الابن البكر للموسيقار عاصي الرحباني (1923–1986) والمطربة نهاد حداد -المعروفة باسم فيروز- (مواليد 1935). كان والده جزءًا من ثنائي "الأخوين رحباني" (عاصي ومنصور الرحباني) اللذين شكّلا ظاهرة بارزة في المسرح الغنائي اللبناني منذ خمسينيات القرن العشرين، بالتعاون مع إذاعة "صوت لبنان" ولاحقًا "الإذاعة اللبنانية الرسمية"، وشاركا في أبرز المهرجانات الفنية مثل "بعلبك" و"بيت الدين".
نشأ زياد في منزل عُرف بغزارة الإنتاج الفني والعمل الإذاعي والمسرحي اليومي، وكان محاطًا منذ طفولته بكُتّاب وموسيقيين وممثلين. تلقّى تعليمه الابتدائي في مدرسة "جبل أنطلياس" الكاثوليكية، ثم انتقل إلى مدرسة "اليسوعية" في بيروت. وقد درس لاحقًا الموسيقى الكلاسيكية والجاز على آلة البيانو بصورة غير أكاديمية، وتعلّم التأليف الموسيقي بمجهود ذاتي، معتمدًا على ما شاهده من عمل والده وعمه، فضلًا عن تأثره بموسيقى الجاز الأميركية.
لزياد ثلاثة اشقاء: "هالي" الذي يعاني من إعاقة ذهنية منذ الطفولة، و"ليال" (توفيت عام 1988) التي لم تتجه إلى المجال الفني، وريما. وأُضيف على كاهله، بصفته الابن الأكبر، مسؤوليات خاصة داخل العائلة بعد مرض والده في أواخر سبعينيات القرن العشرين.

## المسيرة الفنية
لم تكن بداية زياد الرحباني الفنية في مجال الموسيقى، بل جاءت من بوابة الأدب؛ إذ كتب في سن مبكرة نصوصًا شعرية بعنوان "صديقي الله"، أنجزها بين عامي 1967 و1968، حين كان في سن المراهقة. وقد لفتت هذه النصوص الانتباه إلى موهبة أدبية واعدة، كانت تُبشر بولادة شاعر متمكّن، لولا أن اختار لاحقًا تكريس طاقته بالكامل للموسيقى والتأليف المسرحي.
في عام 1971، وضع زياد أول ألحانه الغنائية بعنوان «ضلّك حبيني يا لوزية»، والتي شكّلت مدخله الفعلي إلى عالم التلحين. ثم جاءت اللحظة المفصلية في عام 1973، حين كان لا يزال في السابعة عشرة من عمره، حين لحن أغنية لوالدته فيروز، وذلك في ظل دخول والده عاصي الرحباني إلى المستشفى وتغيبه عن العمل الفني. كانت فيروز حينها تستعد لبطولة مسرحية "المحطة" من تأليف الأخوين رحباني، فكتب منصور الرحباني كلمات أغنية تعكس الغياب المفاجئ لعاصي، وأسند مهمة التلحين إلى زياد.
جاءت النتيجة على شكل الأغنية الشهيرة «سألوني الناس»، التي أدّتها فيروز ضمن المسرحية، وأحدثت صدى واسعًا فور صدورها، إذ مثّلت أول ظهور حقيقي لزياد كملحن ضمن أعمال العائلة الرحبانية. وقد شكّلت هذه الأغنية بداية مرحلة جديدة في مسيرته، وأظهرت ملامح أسلوبه الخاص، المختلف عن نهج والده وعمه، وفتحت أمامه باب التعاون الموسيقي مع فيروز الذي امتد لعقود لاحقة.
لاقت تلك الأغنية نجاحاً كبيراً، ودهش الجمهور للرصانة الموسيقية لابن السابعة عشرة ذاك، وقدرته على إخراج لحن يضاهي ألحان والده، ولو أنه قريب من المدرسة الرحبانية في التأليف الموسيقي.
شارك زياد الرحباني في أول ظهور له على خشبة المسرح في مسرحية «المحطة»، مجسدًا دور الشرطي، وهو الدور ذاته الذي كرره لاحقًا في مسرحية «ميس الريم»، حيث قدّم مشهدًا حواريًا موسيقيًا مع فيروز، سائلًا إياها عن اسمها وبلدتها في قالب ملحّن. إلا أن مشاركته لم تقتصر على التمثيل، فقد قام أيضًا بتأليف موسيقى مقدمة «ميس الريم»، والتي أثارت إعجاب الجمهور لما حملته من تجديد في الإيقاع والأسلوب، كاشفة عن لمساته الشابة المختلفة عن أعمال والده وعمه.
لاحقًا، طلبت منه فرقة مسرحية لبنانية – كانت تعيد تقديم مسرحيات الأخوين رحباني، وتضم المغنية مادونا التي كانت تؤدي دور فيروز – أن يكتب مسرحية أصلية جديدة من تأليفه وتلحينه، فاستجاب لذلك وكتب أول أعماله المسرحية: «سهرية». وقد احتفظت هذه المسرحية بشكل المسرح الرحباني الكلاسيكي، إلا أنها كانت أقرب إلى ما وصفه زياد بـ**"حفلة غنائية"**، حيث كانت الأغاني هي العنصر الأبرز، وتدور الأحداث فقط لتخدم تقديم المقطوعات الموسيقية، في تقليد واعٍ للمسرح الرحباني.
مع مرور الوقت، أحدث زياد تحولًا كبيرًا في شكل المسرح اللبناني؛ إذ ابتعد عن النمط المثالي والخيالي الذي تميز به مسرح الأخوين رحباني، واتجه إلى مسرح سياسي واقعي يعكس حياة الناس اليومية، خصوصًا في ظل أجواء الحرب الأهلية اللبنانية. فكانت أعماله تعبيرًا مباشرًا عن هموم المجتمع اللبناني، بلغة نقدية لاذعة وسخرية ذكية. وفي دراسة بعنوان «حصاد الشوك: المسرح السياسي الكوميدي في سورية ولبنان»، أشار الباحث أكثم اليوسف إلى أن زياد فرض نفسه خلال تلك الفترة كاتبًا ومخرجًا ومؤلفًا موسيقيًا وممثلًا بارزًا، معتبرًا أن مسرحه أصبح منبرًا يُعبر عن جيل ضائع تتقاذفه أهوال الحرب والضياع، ويشكل صوتًا نقديًا بارزًا في المشهد الثقافي اللبناني.
وبالإضافة إلى ظهوره في مسرحياته الخاصة، شارك زياد الرحباني ممثلًا في فيلم طيارة من ورق (The Kite) للمخرجة رندة الشهال صباغ عام 2003.

### زياد الرحباني يكمل المسيرة
سلك زياد الرحباني بعد وفاة والده عاصي الرحباني عام 1986 مسارًا فنيًا أكثر نضجًا وتجديدًا، وترك بصمة لا تُنسى في عالم الموسيقى والمسرح العربي الحديث. رسّخ حضوره كواحد من أبرز المجدّدين في المسرح اللبناني والعربي، من أبرز أعماله المسرحية في هذه المرحلة، مسرحية "بالنسبة لبكرا شو؟" التي عُرضت عام 1978، والتي تُعد مرآةً للأزمة اللبنانية وتتناول قضايا الخيانة والانتماء بأسلوب ناقد وساخر. ثم جاءت "فيلم أميركي طويل" في عام 1980، وهي من أكثر مسرحياته شهرة، حيث تدور أحداثها في مستشفى للأمراض العقلية، وتتناول بأسلوب رمزي الواقع العبثي في ظل الحرب. في عام 1983 قدّم مسرحية "شي فاشل"، التي انتقدت النظام التعليمي والفساد الإداري، كما تابع خطّه النقدي في "بخصوص الكرامة والشعب العنيد" عام 1993، و"لولا فسحة الأمل" عام 1994، حيث واصل عبرهما توجيه النقد السياسي والاجتماعي بلغة ساخرة وغير مباشرة. تجدر الإشارة أيضًا إلى أن بدايات زياد المسرحية المستقلة تعود إلى أوائل السبعينيات من خلال أعمال مثل "سهرية" عام 1973 و"نزل السرور" عام 1974، والتي مهّدت لأسلوبه الفني الخاص في المزج بين الموسيقى والمسرح والكوميديا السوداء.
ارتبط اسم زياد الرحباني بصوت والدته فيروز، خاصة بعد وفاة عاصي، حيث لحن لها مجموعة كبيرة من الأغاني التي أصبحت جزءًا من الذاكرة الفنية اللبنانية والعربية. من بين هذه الأغاني "سألوني الناس" التي كانت نقطة تحول فارقة في مسيرته، إلى جانب أغنيات شهيرة أخرى مثل "كيفك إنت"، "بعتلك"، "عودك رنان"، "البوسطة"، "عندي ثقة فيك"، "ضاق خلقي"، "سلملي عليه"، "قديش كان في ناس"، "يا جبل الشيخ"، "مش كاين هيك تكون"، "إيه في أمل"، "اشتقتلك"، "ولا كيف"، و"صباح ومسا". وقد أثمرت هذه الأعمال عن ألبومات بارزة مثل "كيفك إنت" (1991)، "إيه في أمل" (2010)، "ولا كيف" (2001)، بالإضافة إلى "وحدن" (1979)، و"فيروز في بيت الدين"، و"معرفتي فيك"، و"مش كاين هيك تكون".
إلى جانب تعاونه مع والدته، تعاون زياد مع مجموعة من الفنانين الآخرين. كان من أبرزهم المغني جوزيف صقر، الذي شكّل معه ثنائيًا مميزًا، خصوصًا في ألبوم "بما إنّو" ومجموعة من أغاني المسرحيات الشهيرة. كما لحّن لبعض الفنانين مثل مادونا اللبنانية، ولطيفة التونسية، في عدد من الأغاني الفردية والحفلات الخاصة.
لم يقتصر تأثير زياد الرحباني على التلحين والكتابة المسرحية، بل امتد إلى الغناء والتعبير الموسيقي بصوته الخاص، حيث قدّم مجموعة من الأغاني التي لاقت رواجًا كبيرًا، مثل "أنا مش كافر"، و"إسمع يا رضا"، و"بما إنّو"، إلى جانب ألبومه "هدوء نسبي" الذي يُعد تجربة استثنائية في المزج بين موسيقى الجاز والطابع الشرقي، مما جعل منه علامة فارقة في الموسيقى العربية الحديثة.

## حياته الخاصة

### العائلة والزواج
تزوّج الرحباني من دلال كرم، ورُزق منها بولد أُطلق عليه اسم "عاصي"، إلا أنّه تبيّن لاحقًا أنّه ليس ابنه البيولوجي. انتهت علاقتهما بالطلاق، مما دفع كرم إلى كتابة سلسلة من المقالات في مجلة "الشبكة" تناولت تفاصيل علاقتهما الزوجية. وقد ألّف الرحباني عددًا من الأغاني التي تعكس تجربته في هذه العلاقة، من أبرزها: "مربى دلال" و"بصراحة".
بعد انفصاله عن زوجته دلال كرم خلال الحرب الأهلية اللبنانية، حُرم زياد الرحباني من رؤية ابنه حتى بلغ التاسعة، بسبب سكنه في بيروت الغربية وسكن والدته في الشرقية. لاحقًا، دخل في علاقة استمرت 15 عامًا مع الممثلة اللبنانية كارمن لبّس، وانتهت بسبب عدم قدرة زياد على توفير الاستقرار الذي كانت تطمح إليه. وصرّحت كارمن لاحقًا: «كان زياد الشخص الوحيد الذي أحببته»، بينما اعترف زياد أن كارمن كانت محقّة في قرارها، مضيفًا أنه لم يتمكن من إصلاح الفوضى التي كانت تحيط بحياتهما. انعكست تجربته العاطفية مع كارمن في عدد من أعماله الفنية، أبرزها أغنية "ولعت كتير" من ألبوم "مونودوز"، التي تناولت قصة حب طويلة.
في عام 2008، أثارت الصحف اللبنانية جدلًا واسعًا بعد كشف دعوى قضائية قدّمها زياد لإنكار أبوّته لابنه "عاصي"، المسجلة تحت الرقم 910/2008. وأكّدت الوثائق أن فحص الحمض النووي عام 2004 أظهر عدم النَسَب. وصرّح زياد لجريدة الأخبار أن موقفه القانوني جاء اضطراريًا بعدما فشلت والدة عاصي في تسوية القضية بشكل خاص. وأكد أن كلا الطرفين، عائلته وعاصي نفسه، تضررا من هذا الواقع، وأنه لا يتحمل مسؤولية ما حدث.

### الفكر السياسي والانتماء الأيديولوجي
عرف زياد الرحباني بعلاقته الطويلة مع الحركات اليسارية اللبنانية، وصرّح بأنه شيوعي الهوى، وظلّ منخرطًا في الحزب الشيوعي اللبناني طوال حياته. أثار جدلًا كبيرًا بمقالاته الإذاعية الساخرة وبرامجه السياسية الفنية مثل برنامج "العقل زينة". وفي مقابلة أجراها مع الصحفي غسان بن جدّو، صرّح الرحباني بأن مجزرة تل الزعتر التي ارتكبتها ميليشيات مسيحية يمينية متطرفة في عام 1976، كانت الدافع الرئيسي لانتقاله إلى بيروت الغربية. وعلى الرغم من ذلك، عبّر أيضًا عن دعمه للمقاومة اللبنانية ومشروعها في مواجهة "الاحتلال الإسرائيلي ونظامه العنصري الأبارتايد". ورغم نقده الحاد للأنظمة والحكومات، إلا أنه بقي مناصرًا للقضايا القومية مثل القضية الفلسطينية، وانتقد ما سماه "تحالف السلطة والمال والدين".
وبالرغم من خلفيته المسيحية، فقد كانت مواقفه السياسية وآراؤه راديكالية بالنسبة لبيئته اليمينية في مرحلة شبابه.واشتهر في الأوساط الشعبية بأنه ملحد، وهو أمر غير مألوف في المجتمع اللبناني.

## وفاته
توفي زياد الرحباني في 26 يوليو 2025 في أحد مستشفيات بيروت حوالي الساعة التاسعة صباحًا (بتوقيت بيروت) عن عمرٍ ناهز 69 عامًا، بعد معاناة طويلة مع مرض تليف الكبد، الذي تدهورت حالته الصحية بسببه خلال الأشهر الأخيرة من حياته. نُقل إلى المستشفى في يونيو 2025 إثر مضاعفات صحية متكررة، وأفادت مصادر طبية بأنه خضع لعلاج طويل الأمد لم يكن جسده قادرًا على الاستجابة له في المراحل الأخيرة.
أعلنت وزارة الثقافة اللبنانية وفاته رسميًا صباح ذلك اليوم، ونُقل جثمانه إلى مستشفى الجامعة الأميركية، ثم أقيم له حفل وداع رسمي في مسرح المدينة في بيروت، وهو المكان الذي شهد العديد من عروضه المسرحية. شارك في التشييع عدد كبير من الفنانين والمثقفين والسياسيين، وكان من بينهم ممثلون عن الرئاسة اللبنانية ووزارة الثقافة ونقابة الفنانين.
نعاه عدد من الشخصيات السياسية في لبنان، بينهم الرئيس جوزيف عون ورئيس الحكومة نواف سلام، إضافة إلى فنانين عرب من مختلف الدول، مثل مارسيل خليفة، ماجدة الرومي، وغادة شبير، الذين وصفوه بأنه "واحد من آخر الأصوات الحرة التي مزجت بين الفن والموقف". كما انتشرت على وسائل التواصل الاجتماعي مقاطع من أبرز مسرحياته، وتحوّلت صفحاته إلى أرشيف رقمي يحيي إرثه.
أطلقت عدد من الجامعات اللبنانية مبادرات لتوثيق أعماله، كما أعلنت وزارة الثقافة عن نيتها تحويل بعض نصوصه المسرحية إلى مواد دراسية تُدرّس ضمن مناهج النقد المسرحي والموسيقى.كما أعلن مجلس الوزراء اللبناني عن تكريم زياد الرحباني بعد وفاته بإطلاق اسمه على شارع يتصل بطريق المطار.

## الإرث

### الصحافة والسياسة
لم تقتصر أعمال زياد الرحباني على الكتابة المسرحية وكتابة الشعر والموسيقى فكان الوجه الثاني لزياد هو «السياسي»، وقد تميز بجرأة منقطعة النظير، وفي مهرجان الذكرى الثانية والثمانين لتأسيس الحزب الشيوعي اللبناني ألقى كلمة إلى جانب كلمة الأمين العام وتتطرق فيها لإعادة هيكلة الحزب الشيوعي اللبناني قائلاً أنه لم يخرج من الحزب إلا من كان يجب أن يخرج، وعبر عن انتمائه العميق قائلاً الشيوعي لا يخرج من الحزب إلا إلى السجن أو البيت. أما زياد الرحباني الصحفي الذي كتب في أكثر من جريدة لبنانية منها جريدة النداء والنهار أثناء الوجود السوري في لبنان، فقد تميزت كتاباته بالجرأة والقدرة الهائلة على التوصيف. وقد كتب لفترة في جريدة الأخبار اللبنانية دعماً لانطلاق الجريدة الجديدة في زحمة الإعلام والصحافة اللبنانية. يكتب عمود مانيفستو في جريدة الأخبار.

### الأسلوب الموسيقي
تميز زياد بأسلوب موسيقي متمرد يمزج بين الموسيقى الشرقية الكلاسيكية وأنماط الجاز، البلوز، الفانك، وحتى الروك. استعمل المقامات العربية في توليفات غير تقليدية، وجمع بين الأنغام اللبنانية والإيقاعات الغربية، ما شكّل نهجًا جديدًا في الموسيقى العربية.
وإضافة إلى ألحانه لفيروز، قدّم ألبومات غنائية بصوته تضمنت أغاني مثل:
- "عودك رنان"
- "أنا مش كافر"
- "إي في أمل"
- "بما إنو"
- "مارغريتا"

كما عمل موزعًا موسيقيًا في العديد من الأعمال الفنية والمسرحية، وأعاد توزيع أغنيات تراثية بروح عصرية.

### المسرح السياسي والاجتماعي
استخدم زياد المسرح كأداة نقد اجتماعي وسياسي، عالج من خلاله قضايا الحرب الأهلية، الفساد، الطائفية، العدالة الاجتماعية، وقضايا المواطن اليومية. من أبرز مسرحياته التي تحولت إلى ظواهر ثقافية في لبنان:
- بالنسبة لبكرا شو؟ (1978): تناولت بأسلوب ساخر قضايا الخيانة والانتماء والوضع السياسي الهش.
- فيلم أميركي طويل (1980): طرحت بأسلوب عبثي مأساوي وضع المثقف والسياسي في ظل الحرب.
- شي فاشل (1983): انتقد فيها النظام التعليمي والفساد الإداري.
- نزل السرور (1974): كانت من أوائل أعماله الناقدة للطائفية.

اعتمد على شخصيات متكررة من الطبقات الشعبية كناقلين لرسالته، ومنحهم أدوار البطولة بدلاً من النخب التقليدية.

### مسرحياته مرتبة زمنيًا
مسرحية المحطّه كانت البداية ومن ثم تلتها المسرحيات التالية
1. سهرية. 1973
2. نزل السرور. 1974
3. بالنسبة لبكرا شو؟ 1978
4. فيلم أميركي طويل. 1980
5. شي فاشل. 1983
6. بخصوص الكرامة والشعب العنيد. 1993
7. لولا فسحة الامل. 1994
8. الفصل الآخر (الجزء الثالث من بخصوص الكرامة.

### أعماله للسيدة فيروز
- أغنية أنا عندي حنين
- أغنية حبيتك تنسيت النوم
- أغنية البوسطة
- أغنية عندي ثقة فيك
- أغنية مش قصة هاي
- أغنية بعتلك
- أغنية ضاق خلقي
- أغنية سلملي عليه
- أغنية عودك رنان
- أغنية سألوني الناس
- أغنية قديش كان فيه ناس
- أغنية نطرونا
- مقدمة مسرحية ميس الريم
- أغنية حبو بعضن
- دبكة يا جبل الشيخ
- مقدمة مسرحية بترا
- ألبوم وحدن (1979)
- ألبوم معرفتي فيك (1987)
- ألبوم كيفك أنت (1991)
- ألبوم إلى عاصي (1995)
- ألبوم مش كاين هيك تكون (1999)
- ألبوم فيروز في بيت الدين (2000).
- ألبوم ولا كيف (2001)
- ألبوم ايه، في أمل (2010)

كما كتب ولحّن العديد من الأغنيات بصوت السيدة فيروز وكل من جوزيف صقر وسامي حواط وسلمى مصفي وغيرهم. من أعماله الموسيقية:
- أنا مش كافر.
- أغنية اسمع يا رضا
- أبو علي.
- هدوء نسبي.
- بما إنو.
- مونودوز.
- بالأفراح.
- حفلة موسيقية في العام 1983 بعنوان (بها الشكل)
- موسيقى تصويرية للشريط الإذاعي: يعطيك العافية
- حفل أبوظبي في العام 2005 بعنوان (Da Cappo) على DVD.
- ألبوم «معلومات أكيدة»، لطيفة، كلمات وألحان، 2006
- باليدين، لطيفة، كلمات وألحان وتوزيع
- حفلة في دمشق بعنوان «منيحة» عام 2008 [23]
- مهرجان القاهرة للجاز 2010 [23]
- حكايا (ألبوم للأطفال).[24]
- ألبوم مسرحيتي «أمرك سيدنا» و«أبطال وحرامية».[25]

كما عمل عدة برامج إذاعية كانت تبث من إذاعة صوت الشعب في لبنان عبر فيها عن مواقفه السياسية من الأحداث اللبنانية الجارية والمتسارعة وهي:
- بعدنا طيبين..... قول الله. في العام 1976 على أثر الحرب اللبنانية (اذاعة لبنان - الصنائع)
- تابع لشي تابع شي
- العقل زينة
- ياه ما أحلاكم.
- نص الألف خمسمية.
- الإعلان رقم 1 و 2 و 3 و 4. في العام 2006 على أثر استشهاد رئيس الوزراء السابق «رفيق الحريري» والتبعات التي حصلت خلال تلك الفترة.
- ضربت يا معلم، مع إيلي ناكوزي

### التمثيل
- فيلم نهلة، لفاروق بلوفة، (دور: عازف) ظهور قصير، 1979
- فيلم طيارة من ورق لرندة الشهال، (دور: زياد) 2003

### الموسيقى التصويرية
- فيلم نهلة، لفاروق بلوفة، 1979
- فيلم «وقائع العام المقبل»، لسمير ذكرى، 1985
- فيلم بيروت: الفيلم الرئيسية الأخيرة، لجنيفر فوكس، 1987
- فيلم «متحضرات»، لرندة الشهال، 1999
- فيلم طيارة من ورق، لرندة الشهال، 2003
- فيلم «ظلال الصمت»، لعبد الله المحسن، 2006

## وصلات خارجية
- زياد الرحباني على موقع IMDb (الإنجليزية)
- زياد الرحباني على موقع قاعدة بيانات الأفلام العربية
- زياد الرحباني على موقع ميوزك برينز (الإنجليزية)
- زياد الرحباني على موقع أول ميوزيك (الإنجليزية)
- زياد الرحباني على موقع ديسكوغز (الإنجليزية)
- مجموعة مقالات صحفية ومقابلات مع زياد رحباني.
- صفحة محبي زياد رحباني على الفيسبوك.  على فيسبوك.
- عمود زياد الرحباني «مانيفستو» في جريدة الأخبار
- مدونة رحبانيات وفيروزيات